# Lhotka u Berouna
Lhotka u Berouna je vesnice, část obce Chyňava v okrese Beroun ve Středočeském kraji. Nachází se čtyři kilometry jihovýchodně od Chyňavy. Nedaleko vesnice prochází Silnice II/118.

## Historie
První písemná zmínka o vesnici pochází z roku 1320. Tehdy byla Přibíkem z Chrustenic založena vesnice Březová Lhota, která se však nacházela se severovýchodně od dnešní Lhotky, v místech, kde se dodnes říká Na Březové. Název Lhota vznikl z toho, že rolníci byli za to, že museli napřed vyklučit les a zúrodnit pole, po dvanáct let osvobozeni od placení daní.
Vesnice byla podřízena duchovní správě fary v Loděnicích, v občanských sporech mezi obyvateli vesnice rozhodoval konšelský soud v Berouně. Z jejích držitelů je znám Štěpán z Tetína, příbuzný Václava II. z levého boku, který vesnici roku 1338 daroval klášteru augustiniánů u svatého Tomáše na Malé Straně. Později pravděpodobně patřila ke královskému městu Berounu (Ferdinand I. ji městu zabavil, protože berounští byli na straně stavů proti němu, ale poté ji na žádost konšelů opět městu vrátil).
Z Březové Lhoty pocházel bakalář Jan Střelec, povýšený v roce 1552 do šlechtického stavu. Jan Střelec ze Lhoty i jeho syn Jiřík zastávali řadu let úřad berounského primátora a ve Lhotě vlastnili rozsáhlý dvorec.
V roce 1634 za třicetileté války, vtrhl do vesnice oddíl rabujících Švédů. Po zběsilém vraždění, které údajně přežil jen jediný člověk, žoldáci Březovou Lhotu zapálili. Po několika letech se o kus dál usadili noví rolníci a založili menší osadu, která dostala název Lhotka.

## Obyvatelstvo
| Rok            | 1869 | 1880 | 1890 | 1900 | 1910 | 1921 | 1930 | 1950 | 1961 | 1970 | 1980 | 1991 | 2001 | 2011 | 2021 |
| -------------- | ---- | ---- | ---- | ---- | ---- | ---- | ---- | ---- | ---- | ---- | ---- | ---- | ---- | ---- | ---- |
| Počet obyvatel | 206  | 185  | 228  | 228  | 206  | 197  | 190  | 104  | 98   | 81   | 61   | 60   | 44   | 47   | 75   |
| Počet domů     | 29   | 30   | 31   | 32   | 33   | 34   | 39   | 39   | 35   | 32   | 23   | 38   | 38   | 38   | 44   |

## Obecní správa
Při sčítání lidu v letech 1850–1949 byla Lhotka u Berouna osadou obce Chrustenice, se kterou patřila nejprve do okresu Smíchov, v letech 1900–1930 do okresu Kladno. V letech 1949–1960 byla samostatnou obcí v okrese Beroun. Od 1. července 1960 do 31. prosince 1979 byla částí obce Železná v okrese Beroun. Od 1. ledna 1980 je částí obce Chyňava v okrese Beroun. Poté se Železná opět osamostatnila, ale Lhotka u Berouna již zůstala součástí Chyňavy.

## Pamětihodnosti
Na návsi při zdi jednoho statku stávala mohutná lípa, zvaná Robotnická lípa - její stáří bylo odhadováno na 200 let. Při silném větru 22. září 2018 padl vnitřně poškozený strom za oběť silnému větru. Dřevo z památného stromu bylo použito na výrobu betléma, který vytvořil řezbář Jan Viktora, autor berounského betlému. 
Na zalesněném kopci nad vesnicí stojí rozhledna, která je součástí telekomunikačního vysílače společnosti T-Mobile. Byla otevřena 5. května roku 2007.

## Další fotografie

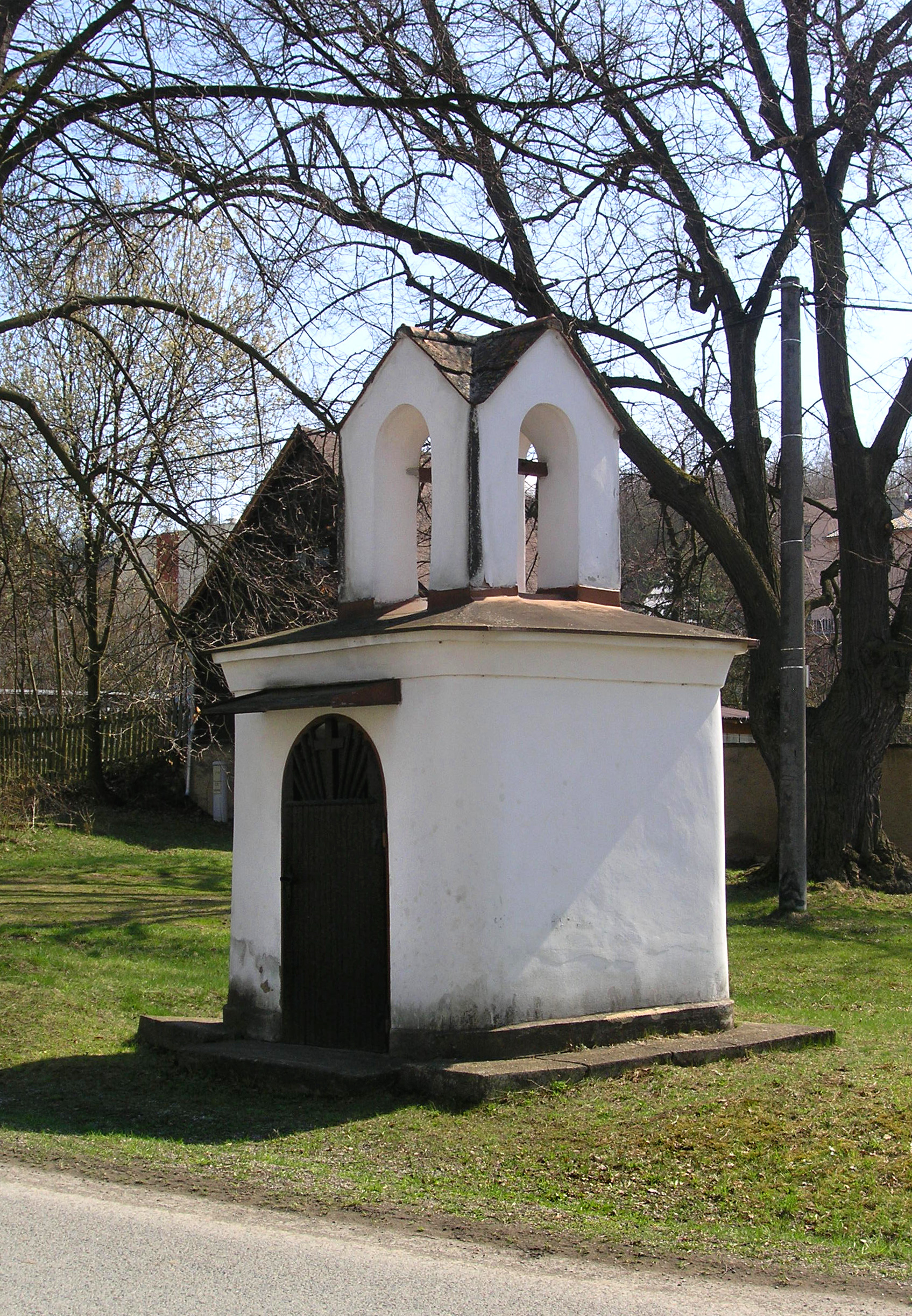
Kaplička se zvonicí
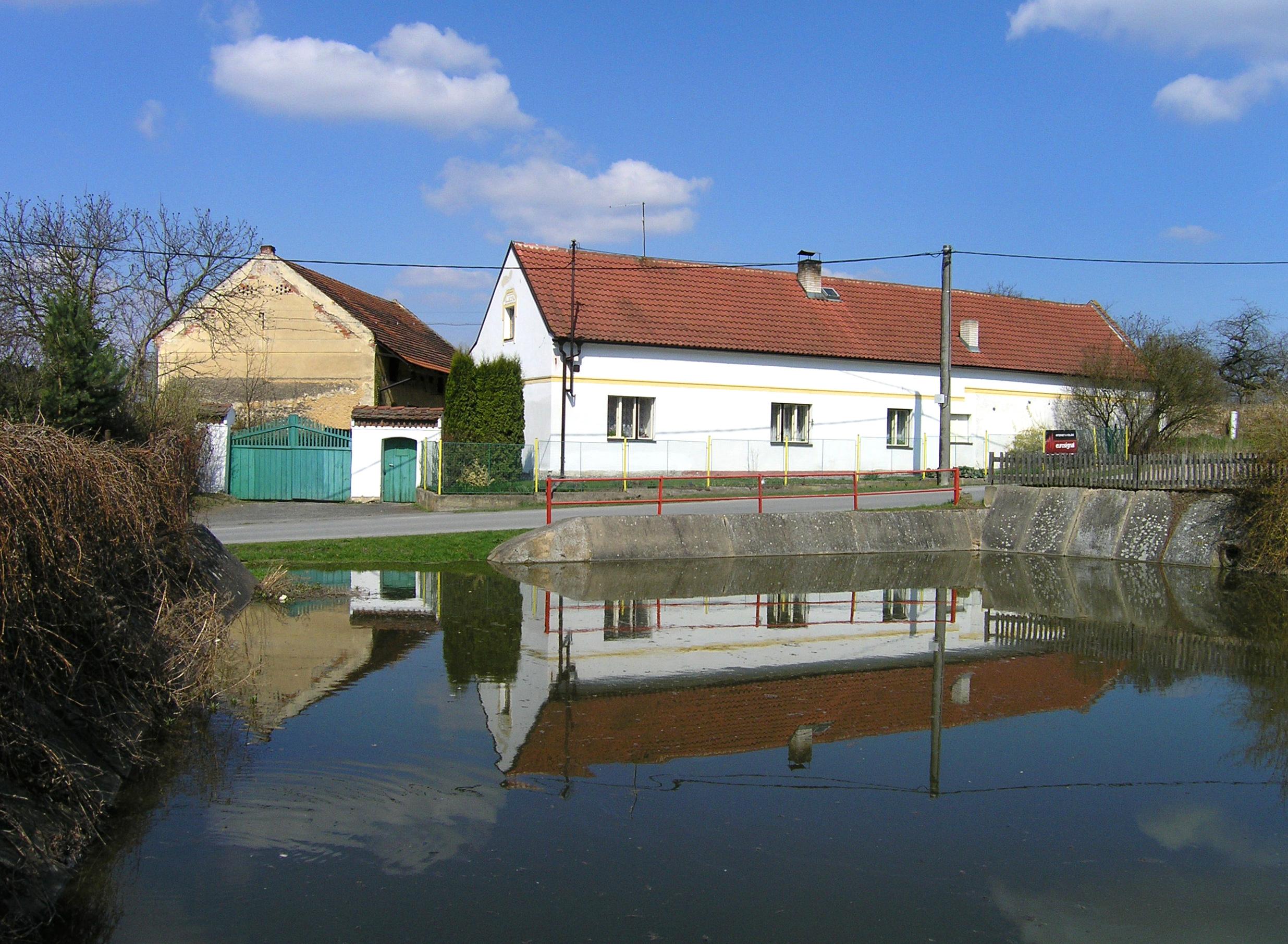
Rybník na návsi
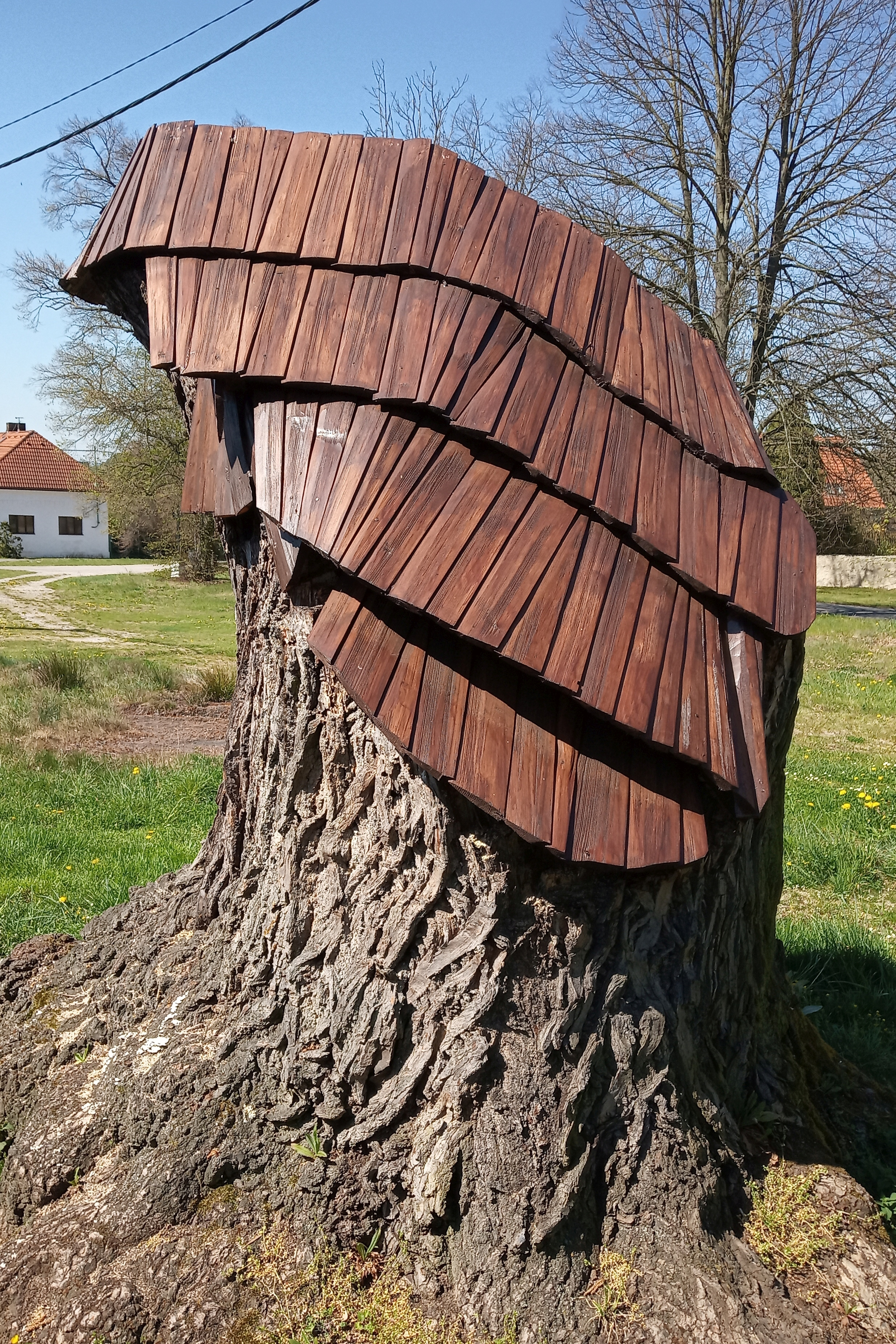
Torzo památné lípy